# Arnhemski most (film)
Arnhemski most (izvirni angleški naslov A Bridge Too Far) je zgodovinski film iz leta 1977, ki je bil posnet na podlagi istoimenske zgodovinske knjige, delo pisca Corneliusa Ryana. Sam film prikazuje dogodke pred, med in po operaciji Market Garden, neuspeli zavezniški operaciji med drugo svetovno vojno.